# 24240 Тінагал
24240 Тінагал (24240 Tinagal) — астероїд головного поясу, відкритий 7 грудня 1999 року.
Тіссеранів параметр щодо Юпітера — 3,436.